# 파트리크 비에라
파트리크 폴 비에라(프랑스어: Patrick Paul Vieira, 프랑스어 발음: [patʁik vjɛʁa], 1976년 6월 23일~)는 프랑스의 축구 선수 출신 축구 감독이다. 선수 시절 미드필더로 활동했으며 현재 세리에 A의 제노아 CFC 감독을 맡고 있다. 2004년 펠레가 선정한 FIFA 100에 포함되었고 1999년부터 2004년까지 PFA 올해의 팀에 연이어 선정되었으며 2022년 프리미어리그 명예의 전당에 선정되었고 아스널 FC의 가장 뛰어난 선수들 50인에 선정되었다. 대한민국에서는 성 'Vieira'를 로마자 그대로 읽은 파트리크 비에이라로도 알려져 있다.
1993년 AS 칸에서 프로 선수 경력을 시작해 1995년 세리에 A의 AC 밀란으로 이적했고 1996년 프리미어리그의 아스널 FC를 감독하던 아르센 벵거에 의해 350만 파운드(약 60억 원)에 밀란에서 아스널로 이적했다. 그는 아스널에서 FA컵 4회 우승, FA 프리미어리그 3회 우승, FA 커뮤니티 실드 3회 우승을 달성했고 2002년부터 2005년까지 아스널의 주장으로 활동했다. 2005년 아스널에서 유벤투스 FC로 이적했고 칼초폴리로 인해 유벤투스가 세리에 B로 강등되는 징계를 받은 후 2006년 FC 인테르나치오날레 밀라노로 이적했다. 인테르나치오날레에서 세리에 A 우승 4회, 수페르코파 이탈리아나 우승 1회를 달성했으며 2010년 맨체스터 시티 FC로 이적한 후 맨체스터 시티에서 FA컵 우승 1회를 달성했다. 그는 2011년 선수 경력을 마감했다.
비에라는 1997년 프랑스 축구 국가대표팀에 데뷔했고 2010년 대표팀에서 은퇴하기 전까지 대표팀에서 12년 동안 총 107경기에 출전했다. 그는 대표팀의 주장을 역임하기도 했으며 1998년 FIFA 월드컵, UEFA 유로 2000, 2001 FIFA 컨페더레이션스컵에 참가해 대회 우승을 달성했고 2006년 FIFA 월드컵에 참가해 대회 준우승을 달성했다. 그는 2002년 FIFA 월드컵, UEFA 유로 2004, UEFA 유로 2008에도 참가했다.
선수 경력을 마감한 후 비에라는 2011년 맨체스터 시티 유소년 선수들의 훈련을 담당하는 코치로 활동하며 축구 지도자 경력을 시작했고 2013년 맨체스터 시티 EDS의 축구 감독으로 선임되며 축구 감독 경력을 시작했다. 2015년 메이저 리그 사커의 뉴욕 시티 FC의 감독으로 선임되었고 2018년 뉴욕 시티를 떠나 리그 1의 OGC 니스의 감독으로 선임되었다. 그는 2020년 니스에서 경질된 이후 2021년부터 2023년까지 크리스털 팰리스 FC의 감독을 맡았고 2023년부터 2024년까지 RC 스트라스부르의 감독으로 활동했다.

## 어린 시절
파트리크 비에라는 1976년 6월 23일 세네갈의 다카르에서 학생이었던 가봉 출신 아버지 자코브(프랑스어: Jacob)와 카보베르데 출신 알베스 비에이라(포르투갈어: Alvez Vieira)의 딸 이밀리에느 비에이라(포르투갈어: Emilienne Vieira) 사이에서 태어났다.
파트리크가 어렸을 때 부모님이 이혼하며 아버지 자코브가 이밀리에느와 아이들을 떠났고 파트리크는 다시 아버지를 만나지 못했다. 이밀리에느는 1984년 파트리크가 8살이 되었을 때 그녀의 삼촌 장피에르(프랑스어: Jean-Pierre)의 도움으로 닉코(프랑스어: Nicko), 파트리크 두 아들들과 함께 다카르에서 프랑스의 드뢰로 이주했다.
파트리크는 외할아버지 알베스의 프랑스군 복무 경력으로 인해 태어날 때부터 프랑스 시민권을 가지고 있었고 자신의 성으로 어머니가 가지고 있던 포르투갈어계 성 '비에라(프랑스어: Vieira, 포르투갈어: Vieira 비에이라[*])'를 선택했다.

## 구단 경력

### AS 칸
1994년 AS 칸에 전격 입단하며 프로에 입문한 뒤 1995년 여름까지 공식전 61경기 4골을 기록했고 특히 입단한지 고작 2년만에 팀의 주장직을 맡았을 정도로 뛰어난 리더십을 발휘했다. 

### AC 밀란
1995년 여름 이탈리아 세리에 A의 명문 AC 밀란으로 이적하여 1995-96 시즌 팀의 리그 우승을 경험하긴 했지만 대부분 경기에서의 출장 기회는 부여받지 못한 채 벤치 신세만 졌고 결국 시즌 종료 후 AC 밀란과의 계약을 해지했다. 

### 아스널 FC
1996년 가을 아르센 벵거 감독의 선택을 받고 잉글랜드 프리미어리그의 아스널 FC의 유니폼으로 갈아입은 후 팀의 미드필더와 주장으로서 2004-05 시즌까지 공식전 406경기 34골을 터뜨리는 맹활약을 펼치며 프리미어리그 3회 우승 및 5회 준우승, 프리미어리그 1996-97 3위, 잉글랜드 FA컵 4회 우승 및 1회 준우승, EFL컵 2번의 4강 진출, 1999-2000년 UEFA컵 준우승, FA 커뮤니티 실드 3회 우승 및 1회 준우승 등 아스널의 황금기를 이끌었음에도 불구하고 UEFA 챔피언스리그 우승 트로피인 빅이어는 끝끝내 들어올리지 못하면서 2004-05 시즌 종료 후 아스널을 떠났다. 

### 유벤투스 FC
아스널과 결별한 후 여러 클럽들의 구애를 받다가 2005년 여름 유벤투스 FC로 이적하며 9년만에 이탈리아 무대로 복귀하여 2005년 이탈리아 슈퍼컵 준우승에 일조했지만 이듬해 여름에 터진 칼초폴리 스캔들 사건에 소속팀이 연루되어 2부 리그로 강등되는 수모를 당하면서 1시즌만에 유벤투스와의 계약을 종료했다. 

### FC 인테르나치오날레 밀라노
유벤투스의 2부 리그 강등으로 인테르 밀란의 유니폼으로 갈아입고 4시즌동안 공식전 91경기 9골을 기록했고 물론 팀의 리그 4연속 제패, 코파 이탈리아 1회 우승 및 2회 준우승, 2008-09 코파 이탈리아 4강, 이탈리아 슈퍼컵 2회 우승 및 2회 준우승에는 일조했지만 아스널 시절 전성기 당시의 기량을 많이 보여주지 못했고 오히려 부상의 여파로 벤치를 지키는 일이 많아졌고 프랑스 A대표팀의 일원으로 UEFA 유로 2008 본선에 출전했다가 또 다시 부상에 발목이 잡혀 단 1경기도 뛰지 못한 채 돌아올 수 밖에 없었으며 결국 부상을 극복하지 못하고 인테르 밀란을 떠났다. 

### 맨체스터 시티 FC
2010년 1월 인테르 밀란 시절 은사인 로베르토 만치니가 이끌던 맨체스터 시티 이적을 통해 5년만에 잉글랜드 무대로 복귀하여2009-10 EFL컵 4강, 프리미어리그 2010-11 3위, 2010-11 잉글랜드 FA컵 우승 등의 주역으로 맹활약한 뒤 2010-11 시즌을 끝으로 현역에서 물러났다.

## 국가대표팀 경력

### 청소년 대표팀
프랑스 U-21 대표팀의 일원으로 스페인에서 열린 1996년 UEFA U-21 축구 선수권 대회에 참가하여 팀의 2회 연속 U-21 대회 4강 진출에 이바지했다. 

### 성인 대표팀
1997년 네덜란드와의 친선 경기에서 프랑스 A대표팀 소속으로 국제 A매치 데뷔전을 치렀고 이듬해 자국에서 열린 1998년 FIFA 월드컵 본선에 참가하여 프랑스의 사상 첫 월드컵 우승의 주역이 되었으며 UEFA 유로 2000에도 참가하여 프랑스의 메이저 대회 2연패를 이끌었다. 
그 후 2002년 FIFA 월드컵 1년 전인 2001년 5월 30일 대구스타디움에서 열린 대한민국과의 2001년 FIFA 컨페더레이션스컵 A조 조별리그 1차전에서 A매치 데뷔골을 터뜨리며 대한민국의 0-5 참패를 안겼고 같은 해 6월 요코하마 닛산 스타디움에서 열린 일본과의 결승전에서도 선제골이자 결승골을 터뜨리며 팀의 3연속 메이저 대회 제패를 이끌었다. 
그러나 2002년 FIFA 월드컵과 UEFA 유로 2004에서는 이렇다할 활약을 펼치지 못한 채 월드컵 조별리그 탈락과 유로 2004 4강 진출 실패의 쓴 맛을 봐야 했고 물론 2006년 FIFA 월드컵 본선에서는 토고와의 조별리그 최종전에서 멋진 오른발 터닝 슈팅으로 2-0 완승을 이끌며 맨 오브 더 매치에 선정되었으며 스페인과의 16강전에서 프랑크 리베리의 동점골을 어시스트한 것도 모자라 후반에는 지네딘 지단의 프리킥을 헤더로 마무리지으며 2연속 맨 오브 더 매치에 선정되는 등 중원의 핵심 역할을 잘 수행하면서 준우승에 기여했지만 UEFA 유로 2008 본선에서는 부상의 여파로 단 1경기도 출전하지 못한 채 팀의 조별리그 탈락의 굴욕을 씁쓸하게 지켜봤으며 이듬해인 2009년 대표팀 유니폼을 반납했다.

## 수상 내역

#### AC밀란
- 세리에 A : 1995-96

#### 아스널
- 프리미어리그 : 우승 (1997-98, 2001-02, 2003-04)
- FA컵 : 우승 (1997-98, 2001-02, 2002-03, 2004-05)
- 커뮤니티 실드 : 우승 (1998, 1999, 2002)

#### 유벤투스
- 세리에 A : 2005-06[13]

#### 인테르
- 세리에 A : 우승 (2006-07, 2007-08, 2008-09, 2009-10)
- 코파 이탈리아 : 우승 (2009-10)
- 수페르코파 이탈리아나 : 우승 (2006, 2008)

#### 맨체스터 시티
- FA컵 : 우승 (2010-11)

#### 프랑스
- FIFA 월드컵 : 우승 (1998), 준우승 (2006)
- UEFA 유로 : 우승 (2000)
- FIFA 컨페더레이션스컵 : 우승 (2001)

### 개인
- 리그 1 신인상 : 1995
- 프리미어리그 올해의 선수 : 2000-01
- PFA 올해의 팀 : 1998–99, 1999–00, 2000–01, 2001–02, 2002–03, 2003–04
- UEFA 올해의 팀 : 2001
- 프랑스 올해의 선수 : 2001
- UNFP 20주년 특별상 : 2011
- 레지옹 도뇌르 : 1998
- 골든풋 : 2019

#### 국가대표
- UEFA 유로 올스타팀 : 2000
- FIFA 컨페더레이션스컵 실버볼 : 2001
- FIFA 월드컵 올스타팀 : 2006

#### 선정
- 프리미어리그 명예의 전당 : 2022
- 프리미어리그 10주년 팀 : 1992-2002
- 잉글랜드 축구 명예의 전당 : 2014
- 스포츠 일러스트레이티드 2000년대의 팀 : 2009
- FIFA 100 : 2004

## 같이 보기
- A매치 100경기 이상 출전한 축구 선수 명단